# Hành trình đến tận cùng Vũ trụ
Hành trình đến tận cùng Vũ trụ (tiếng Anh: Journey To The Edge Of The Universe) là một bộ phim tài liệu được phát sóng trên kênh National Geographic và Discovery Channel. Phim dẫn chứng bằng tài liệu về một cuộc hành trình không gian từ Trái Đất đến tận cùng Vũ trụ của riêng mình. Phiên bản Mỹ được dẫn lời bởi Alec Baldwin và phiên bản Anh bởi Sean Pertwee.
Bộ phim tài liệu bao gồm một tập phim 91 phút duy nhất và đã được phát sóng vào ngày 7 tháng 12 năm 2008.

## Nội dung
Bộ phim được kể dưới dạng của một cuộc hành trình ảo từ Trái Đất đến tận cùng Vũ trụ, như khoảng cách từ Trái Đất tăng dần từ tốc độ không gian cho đến tốc độ ánh sáng. Theo trình tự thời gian của các chuyến du hành hệ Mặt Trời sẽ được khắc phục trong một ngày (mỗi hành tinh trong hệ Mặt Trời được mô tả chi tiết, đôi khi làm nổi bật các vệ tinh của các hành tinh), cuộc hành trình năm năm ánh sáng để tới được ngôi sao gần nhất với Mặt Trời – Alpha Centauri. Ở khoảng cách mười năm ánh sáng từ Mặt Trời, các ngôi sao sẽ bắt đầu hợp nhất vào một điểm duy nhất. Sau 100.000 năm ánh sáng sẽ thấy vòng xoắn ốc của dải Ngân Hà. Rồi đến các Thiên hà tiếp theo, các lỗ đen, cụm thiên hà và thậm chí cả Vụ Nổ Lớn hình thành nên Vũ trụ hiện giờ.
Đồ họa máy tính của phim dựa trên dữ liệu thu được từ Kính viễn vọng không gian "Hubble". Bộ phim đã nêu lên chủ đề có một cuộc sống trên các hành tinh khác nhau, và Trái đất có thể hỗ trợ một số vấn đề khác. Ngoài ra phim còn đề cập đến cả những vật thể khổng lồ trong vũ trụ, như thể tích của Mặt Trời có thể chứa đến hơn 1 triệu Trái đất, thế nhưng Mặt Trời vẫn còn nhỏ bé so với những ngôi sao lớn hơn nó cả triệu lần. Hay những sao lùn trắng nơi mà vật chất bị nén ở mức độ khủng khiếp, chỉ một thìa cafe vật chất cũng nặng đến 1 tấn. Nhưng chẳng là gì so với các sao neutron mật độ vật chất cô đặc đến độ chỉ 1 lượng vật chất bằng đầu cây kim cũng nặng cỡ hàng triệu tấn.

## Truyền thông
Cả bản Blu-ray và DVD của bộ phim tài liệu đều được phát hành vào ngày 31 tháng 3 năm 2009.